# Miz and Mrs.
Miz & Mrs. è un programma televisivo statunitense, di genere reality-show, trasmesso dall'emittente USA Network a partire dal 24 luglio 2018.
I protagonisti del programma sono il wrestler The Miz e la moglie Maryse.

## Produzione
L'8 gennaio 2018 la World Wrestling Entertainment ha annunciato che il wrestler The Miz e la moglie Maryse sarebbero stati protagonisti di un reality-show che avrebbe seguito le loro vite personali; il 22 maggio è stato rivelato che il programma sarebbe stato presentato in anteprima il 24 luglio 2018 su USA Network.
Il 2 aprile 2019 è stato annunciato che USA Network avrebbe rinnovato il reality-show per una seconda stagione, presentata in anteprima il 29 gennaio 2020.

## Cast

### Principali
- Maryse
- The Miz

### Ricorrenti
- Barbara Pappas
- George Mizanin
- Marjolaine Martin

### Cameo
- Alexa Bliss
- Asuka
- Avril Lavigne
- Brie Bella
- Carmella
- Curt Hawkins
- Dana Brooke
- Dennis Haskins
- Dolph Ziggler
- Elias
- Eric Young
- Heath Slater
- James Roday
- John Morrison
- Kofi Kingston
- Liv Morgan
- Nia Jax
- Nikki Bella
- Paige
- Renee Young
- Ric Flair
- Ricochet
- Roman Reigns
- Ronda Rousey
- Rosa Mendes
- Ryan Cabrera
- Ryan Lochte
- Sonya Deville
- Tamina
- Titus O'Neil
- Tyler Breeze
- Witney Carson
- Xavier Woods
- Zack Ryder

## Episodi
| Stagione         | Episodi | Prima TV USA | Prima TV Italia |
| ---------------- | ------- | ------------ | --------------- |
| Prima stagione   | 20      | 2018-2019    | 2020            |
| Seconda stagione | 20      | 2020-2021    | 2022            |
| Terza stagione   | 10      | 2022-2023    | 2024            |